# Hvožďany (okres Příbram)
Hvožďany (německy Hwoschdian) jsou obec v okrese Příbram ve Středočeském kraji, asi 23 kilometrů jihozápadně od Příbrami. Žije zde 796 obyvatel.

## Historie
První písemná zmínka o obci pochází z roku 1352. Ze starých pamětí je znám držitel Hvožďan Frenclin z Obořiště, jinak ze Knína. Pak je drželi Páni z Třemšína a to poté co o hrad Třemšín přišli. Před rokem 1483 se Hvožďany dostaly do držení Bohuslava Viduny z Obytec, který je toho roku prodal Jindřichu Koupskému z Břízy. Po něm je zdědila jeho dcera Apolena, provdaná za Jana Koce z Dobrše, po její smrti syn Václav a dcera Anna, provdaná za Arnošta Vitanovského z Vlčkovic a na Nehošovicích. Václav Koc z Dobrše prodal svou polovinu roku 1593 svému švagru Vitovskému. Celý statek pak byl v držení Vitovských až do roku 1664, kdy jej koupil hrabě Leopold Caretto-Millesimo, nejvyšší hejtman španělského regimentu. Ovšem již za dva roky koupil Hvožďany Aleš Ferdinand z Mitrovic na Lnářích. Tím se Hvožďany dostaly ke lnářského panství a zůstaly v něm až do roku 1848.
Při pozemkové reformě se tvrz stala majetkem obce. Farní gotický kostel byl již ve 14. století zasvěcen svatému Prokopovi a po zrušení javorského kostela také Navštívení Panny Marie.
V roce 2016 získala obec ocenění v soutěži Vesnice roku Středočeského kraje 2016, konkrétně obdržela Diplom za vzorné vedení kroniky a Diplom za společenský život. V roce 2017 pak obec získala v téže soutěži hlavní cenu, tj. Zlatou stuhu a stala se tak krajským vítězem.

## Přírodní poměry
Jihozápadně od vesnice leží přírodní památka Rybník Vočert a Lazy.

## Obecní správa

### Části obce
- Hvožďany (k. ú. Hvožďany)
- Leletice (k. ú. Leletice)
- Planiny (k. ú. Roželov)
- Pozdyně (k. ú. Pozdyně)
- Roželov (k. ú. Roželov)
- Vacíkov (k. ú. Vacíkov)

Součástí obce jsou také základní sídelní jednotky Jamky a Mýta. K obci patří také Dolní Jamky, Chytava, Javory, Liz, Moricka, Na Dědku, Na Sedlečku, Nová Luka, Nuslovna a Prostřední Jamky.
Sousedními obcemi sídla jsou Březí, Mladý Smolivec, Čížkov, Bělčice, Předmíř, Rožmitál pod Třemšínem, Vševily, Hudčice a Volenice.
V roce 1964 byla k obci připojena Pozdyně a v roce 1974 byly připojeny obce Leletice, Planiny, Roželov a Vacíkov.
Hvožďany leží na staré křižovatce formanských cest ze Lnář do Rožmitálu a z Nepomuku do Březnice. S farním kostelem a později i školou se staly přirozenou spádovou obcí pro okolní vesnice.

### Územněsprávní začlenění
Dějiny územněsprávního začleňování zahrnují období od roku 1850 do současnosti. V chronologickém přehledu je uvedena územně administrativní příslušnost obce v roce, kdy ke změně došlo:
- 1850 země česká, kraj Plzeň, politický Březnice, soudní okres Blatná[7]
- 1855 země česká, kraj Písek, soudní okres Blatná
- 1868 země česká, politický i soudní okres Blatná
- 1939 země česká, Oberlandrat Klatovy, politický i soudní okres Blatná[8]
- 1942 země česká, Oberlandrat Plzeň, politický okres Strakonice, soudní okres Blatná[9]
- 1945 země česká, správní i soudní okres Blatná[10]
- 1949 Plzeňský kraj, okres Blatná[11]
- 1960 Středočeský kraj, okres Příbram
- 2003 Středočeský kraj, okres Příbram, obec s rozšířenou působností Příbram

### Znak a vlajka
Štít dělený a shora polcený. V prvním zlatém poli černá uťatá kančí hlava s červeným jazykem a stříbrnými klechtáky. Ve druhém modrém poli zkřížené zlaté jelení parohy, v dolním stříbrném poli na zeleném trávníku tři smrky přirozených barev.

### Členství ve sdruženích
Hvožďany jsou členem ve svazku obcí Mikroregion Třemšín, který vznikl v roce 2000 s cílem celkového rozvoje regionu. Jsou členy sdružení Čechy nad zlato, které vzniklo v roce 1996 za účelem ochrany životního prostředí v oblastech ohrožených průzkumem ložisek a těžbou zlata. Jsou členem spolku MAS Podbrdsko, jehož cílem MAS a jejích členů je rozvíjet venkovský region za pomoci dotací ze Strukturálních fondů EU z národních Operačních programů a dalších zdrojů. A také jsou členy dobrovolného svazku obcí DOS ORP Příbram, jehož činnost je zaměřena na výkon činností směřujících k systematickému a efektivnímu rozvoji zájmového území, ochranu a prosazování společných zájmů členských obcí a jejich spolupráci.

## Obyvatelstvo
Počet obyvatel začal od roku 1890 klesat. Nejvíce obyvatel (777) zde bylo zaznamenáno v roce 1880. Nejvýraznější úbytek obyvatel byl zaznamenán v roce 1950, kdy oproti roku 1930 ubylo 88 obyvatel. Nejmenší počet obyvatel (348) byl zaznamenán v roce 1980. Od sčítání obyvatel v roce 1991 byl zaznamenán trvající mírný nárůst obyvatel i počtu domů. Vývoj počtu obyvatel a sčítání domů je uveden v tabulce:
| Rok                   | 1869 | 1880 | 1890 | 1900 | 1910 | 1921 | 1930 | 1950 | 1961 | 1970 | 1980 | 1991 | 2001 | 2011 |
| --------------------- | ---- | ---- | ---- | ---- | ---- | ---- | ---- | ---- | ---- | ---- | ---- | ---- | ---- | ---- |
| Počet obyvatel        | 727  | 777  | 751  | 732  | 655  | 568  | 540  | 452  | 426  | 361  | 348  | 399  | 405  | 428  |
| Rozdíl počtu obyvatel | –    | +50  | −26  | −19  | −77  | −87  | −28  | −88  | −26  | −65  | −13  | +51  | +6   | +23  |
|                       |      |      |      |      |      |      |      |      |      |      |      |      |      |      |
| Počet domů            | 97   | 111  | 115  | 115  | 111  | 112  | 111  | 124  | 116  | 109  | 101  | 140  | 146  | 155  |
| Rozdíl počtu domů     | –    | +14  | +4   | 0    | −4   | −2   | −1   | +13  | −8   | −7   | −8   | +39  | +6   | +9   |

## Společnost

### Rok 1932
V obci byly v roce 1932 (563 obyvatel, poštovní úřad, četnická stanice, katol. kostel) evidovány tyto živnosti a obchody: 3 autodopravci, cihelna, cukrář, výroba cvoků, 2 obchodníci s dobytkem, galanterie, holič, 3 hostince, kolář, kominík, 2 kováři, 2 krejčí, 2 výčepy lihovin, mlýn, obuvník, 2 pekaři, porodní asistentka, řezník, sedlář, 4 obchody se smíšeným zbožím, Spořitelní a záložní spolek v Hvožďanech, obchod se střižním zbožím, tesařský mistr, 2 trafiky, 2 truhláři.

### Školství
První zmínka o škole ve Hvožďanech je z roku 1745. Jednalo se o školu jednotřídní, ale kde se nacházela není známo. Kolem roku 1811 nechal majitel panství, Václav Kliment hrabě z Linkeru a Lützenwicku, vystavět novou školu s jednou třídou a bytem pro učitele. Učitelem se stal Josef Houra (1811–1829), kterého následovali Josef Brož (1829–1834) a Josef Linhart (1835–1845). Za působení Josefa Linharta byla v roce 1835 zřízena druhá třída, ve které učil učitelský pomocník Jan Průcha. Linhartovým nástupcem byl Jan Tintěra (1845–1863). V letech 1863–1896 byl učitelem František Hájek za něhož byly zřízeny třetí (1864), čtvrtá (1875) a pátá (1885) třída. Bylo nutné postavit novou školní budovu, která byla vysvěcena 20. září 1880. Stavbu provedl stavitel Josef Kadlec z Nepomuku, podle plánů Františka Nového z Březnice, ale již po čtyřech letech hrozilo propadnutí stropů v přízemí a proto byla nutná oprava. Učitel Hájek se stal řídícím učitelem. Od roku 1888 působila na škole i tzv. industriální učitelka, která vyučovala ženské ruční práce. Roku 1902 byla školní budova přestavěna a přibyla nová učebna. V roce 1907 byla otevřena šestá třída. Do školy chodily děti z Hvožďan, Vacíkova, Roželova, Mejt, Planin, Pozdyně, Březí, Tisova a samoty Na Dědku. Do roku 1876 sem školou náležely také Leletice. V roce 1913 docházelo do školy 388 dětí – 179 chlapců a 209 dívek.

## Doprava

### Dopravní síť
Obcí vede silnice II/176 Březnice – Hvožďany – Starý Smolivec. Místní částí Roželov prochází silnice II/191 Rožmitál pod Třemšínem – Nepomuk – Klatovy – Nýrsko – Svatá Kateřina. Do obce dále vedou silnice III. třídy. Železniční trať ani stanice či zastávka na území obce nejsou.

### Autobusová doprava 2024
Autobusovou dopravu v obci Hvožďany zajišťují společnosti Arriva Střední Čechy a ČSAD AUTOBUSY České Budějovice. Obec je součástí Pražské integrované dopravy (PID). Pod obec spadají zastávky Hvožďany, Hvožďany,Javory, Hvožďany,rozc.1.0, Hvožďany,samota, Hvožďany,Leletice, Hvožďany,Leletice,Jamky, Hvožďany,Planiny, Hvožďany,Pozdyně, Hvožďany,Roželov, Hvožďany,Roželov,Mýta, Hvožďany,Na Sedlečku, Hvožďany,Vacíkov, Hvožďany,Vacíkov,Na Dědku, Hvožďany,Vacíkov,Nová Luka a Hvožďany,Vacíkov,u křížku. Obec obsluhují tři autobusové linky: 522, 524 a 380763. Linka 522 zajišťuje spojení s Rožmitálem. Linka 524 poskytuje spojení s Březnicí. Autobusy linky 380763 propojují Hvožďany s Březím a opačným směrem s Hornosínem, Bělčicemi, Bezdědovicemi a Blatnou.

### Turistika
Obcí vedou turistické trasy – červená: Hudčice – Hvožďany – Pod Třemšínem – Blovice; zelená: Hvožďany – Tisov – Bělčice; žlutá: Hvožďany – Tisov – Hornosín – Blatná. Z místní části Vacíkov vycházejí turistické trasy Vacíkov – Na Dědku – Třemšínská bouda (zelená) a Vacíkov – Soudná – Voltuš (žlutá).

## Pamětihodnosti
- Hvožďanská tvrz z první poloviny 16. století. Od 17. století sloužila jako sýpka.[zdroj⁠?!] V letech 1949–1950 byla upravena na byty.
- Na návrší stojí kostel Navštívení Panny Marie a svatého Prokopa se zvonicí a farou.
- Severně od vesnice, nad Roželovem, stojí osamělý zámeček pražských arcibiskupů, za komunistického režimu sloužil k nezákonné internaci vůdčích osobností českého katolicismu (především Jan Šrámek, František Hála a Josef Beran).
- Vodní mlýn čp. 5

## Osobnosti
- Jan Šentygar z Chotěřiny (Johannes Schentygar von Choterin,* 1514 v Hvožďanech, †  20. 10. 1554 v Hradci Králové) – probošt na Pražské univerzitě (1545–1546) a v letech 1547–1548 byl děkanem na artistické fakultě Pražské univerzity. Nobilitován byl dne 5. 5. 1542 zásluhou Jana staršího Hodějovského. V Hradci Králové pracoval jako lékař.
- Bohuslav Fišer (1906–1980) – učitel, sbormistr, sběratel lidových písní, spisovatel